# Wilhelm Hahnemann
Wilhelm Hahnemann (ur. 14 kwietnia 1914 w Wiedniu, zm. 23 sierpnia 1991 tamże) – austriacki piłkarz występujący na pozycji napastnika, reprezentant Austrii (1935–1948) i III Rzeszy (1938–1941), olimpijczyk, trener piłkarski.

## Kariera klubowa
Jako zawodnik związany był z Admirą Wiedeń (1931–1941) i Wackerem Wiedeń (1945–1952 i 1959). Jako gracz Admiry wywalczył sześciokrotnie mistrzostwo oraz dwukrotnie Puchar Austrii. Będąc piłkarzem Wackeru, w sezonie 1946/47 zdobył tytuł mistrzowski i krajowy puchar.

## Kariera reprezentacyjna
12 maja 1935 zadebiutował w reprezentacji Austrii w wygranym 5:2 meczu przeciwko Polsce, w którym zdobył gola. Po Anschlussie rozpoczął występy w kadrze III Rzeszy, w której zagrał 23 razy i zdobył 16 bramek. Wystąpił w Mistrzostwach Świata 1938, gdzie w 2 meczach zanotował 1 trafienie. W latach 1946–1948 ponownie reprezentował Austrię, dla której ogółem zaliczył 23 spotkania i strzelił 4 gole. W 1948 roku rozegrał 1 mecz na Igrzyskach Olimpijskich w Londynie, w którym Austriacy ulegli 0:3 Szwecji.

## Kariera trenerska
Karierę trenerską rozpoczął jako szkoleniowiec First Vienna FC 1894 (1952–1953). W latach 1953–1955 był trenerem SpVgg Greuther Fürth. Następnie trenował m.in. szwajcarskie zespoły Grasshopper Club Zürich (mistrzostwo i Puchar Szwajcarii w 1956 roku), FC Biel-Bienne i Lausanne Sports.

## Sukcesy

### Zespołowo
Admira Wiedeń
- mistrzostwo Austrii: 1931/32, 1933/34, 1935/36, 1936/37, 1938/39
- Puchar Austrii: 1932, 1934

Wacker Wiedeń
- mistrzostwo Austrii: 1946/47
- Puchar Austrii: 1947

### Indywidualnie
- król strzelców I. Ligi: 1935/36 (23 gole)

### Jako trener
Grasshopper Club Zürich
- mistrzostwo Szwajcarii: 1955/56
- Puchar Szwajcarii: 1956